# Abitibisee
Der Abitibisee (englisch Lake Abitibi; französisch Lac Abitibi) ist ein See an der Grenze zwischen den kanadischen Provinzen Ontario und Québec. Frühere offizielle Namen des Sees sind Lac des Tabitibis, Lac Piscoutagami und Lac Piscoutagamy.

## Lage
Der Abitibisee befindet sich 265 km nördlich der Stadt North Bay. Er umfasst eine Fläche von 931 km² und besteht aus zwei Teilen, die nur über eine Enge verbunden sind (siehe Karte), so dass man eigentlich von zwei Seen sprechen könnte. Im See befinden sich über 900 Inseln. Der einzige Abfluss ist der Abitibi River. Dieser verlässt den See an dessen Westufer und fließt über den Moose River in die James Bay. Geographisch liegt der See zwischen der James Bay und dem Ottawa River. Am Südufer des Sees befindet sich Abitibi 70, ein Reservat der Wahgoshig First Nation, zu denen 280 Angehörige gerechnet werden.

## Geschichte

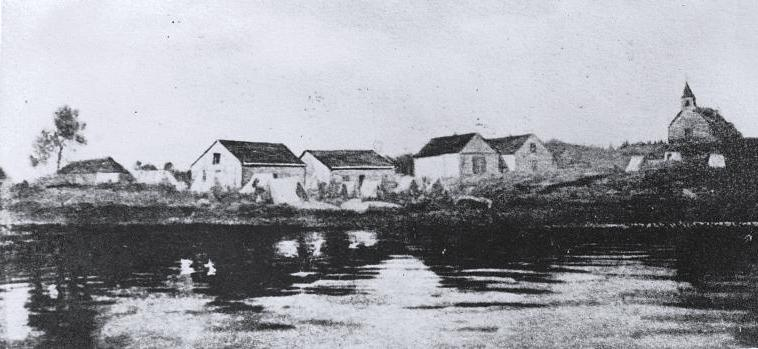
Handelsposten der Hudson’s Bay Company am See (um 1910)

Ausgrabungen am See, die seit den 1950er Jahren durchgeführt wurden, reichen bis in die Epoche ab 4000 v. Chr. zurück. Die sogenannten Shield Archaic People, also Menschen, die den archaischen Indianern des kanadischen Schilds zugerechnet werden, lebten seit etwa 6000 v. Chr. in der Region. Am See sind sie erstmals in der Abitibi Narrows Phase fassbar, nachdem dort vor rund 6000 Jahren der Gletscher abgeschmolzen war. Das Gebiet war wärmer als heute, und daher siedelten sich dort dichte Wälder an. Diese Warmperiode dauerte bis etwa 1000 v. Chr. an.
Vor allem Artefakte der Ontario Iroquois Tradition fanden sich im Umkreis des Sees an sechs Fundstätten. Der älteste Fundplatz ist die Jordan Site, allerdings fiel sie dem steigenden Wasserspiegel zum Opfer. Dennoch gelang es 1985, in einem Jahr mit besonders niedrigem Wasserstand, zahlreiche Faustkeile, Kratzer und andere Artefakte zu bergen. Zwischen 500 und 900 lassen sich die ältesten Tonscherben datieren, die einer Kultur angehörten, die das Material zu Gefäßen verarbeitete. Man unterscheidet hierbei Blackduck, Selkirk und Ontario Iroquois. Sie gelten als Vorfahren der heutigen Ojibway, Cree und nördlichen Algonkin. Die Bewohner der Zeit um 1400 bis 1500 waren, so wird angenommen, mit den Temiskaming Algonkin verwandt. In jedem Falle wurden sie durch die Expansion der Irokesen in den Norden zur Flucht veranlasst, so dass ihre kulturelle Kontinuität am Abitibisee abriss.
Mit dem Abschluss des Vertrags No. 9, einem der so genannten Nummerierten Verträge im Jahr 1908 sollten die Apitipiwinnik, die bis dahin im Grenzgebiet zwischen Ontario und Québec gejagt und gesammelt hatten, in ein Reservat an den Abitibi-See ziehen, was allerdings nur ein Teil von ihnen tat. Die Abitibi, die bis 1939 in einem Gebiet von rund 230 mal 260 km lebten, wurden in Reservate abgedrängt. 1958 wurde das heutige Reservat Pikogan geschaffen.
1640 wurde der See erstmals in einem Bericht der Jesuiten erwähnt, 1685 erschien er erstmals auf einer Landkarte. In den 1650er und 1660er Jahren dürfte das Gebiet aufgrund des irokesischen Drucks fast entvölkert gewesen sein, der Name des nahe gelegenen Ortes Iroquois Falls erinnert an die Anwesenheit der Irokesen. Die Abitibi wurden in den 1650er Jahren erstmals in einer Jesuitenrelation erwähnt.
Schon Ende des 17. Jahrhunderts stand der See im Mittelpunkt der Auseinandersetzungen zwischen der britischen Hudson’s Bay Company und französischen Pelzhandelsgesellschaften. Der erste überlieferte Pelzhändler war Charles Joseph d'Ailleboust, der den See 1683 erreichte. Die vom französischen König privilegierte Compagnie du Nord plante, zwei Handelsplätze im Bereich des Abitibisees einzurichten. Am 2. Juni 1686 kam Pierre, Chevalier Detroyes (oder De Troyes) mit seinen 100 Mann an den See. Seine Leute errichteten ein Fort, eine Expedition zog westwärts und erreichte fünf Tage später das Gebiet des heutigen Abitibi-DeTroyes Provincial Park. Auf dem Weg dorthin entstand an der Engstelle zwischen den beiden Seehälften ein zweiter Posten. 1686 wurden die Engländer kurzzeitig von der James Bay vertrieben, als Detroyes die Forts Moose, Rupert und Albany eroberte. Doch bereits im Herbst kehrten die Franzosen nach Montréal zurück. Die Handelsposten bestanden noch weitere zehn Jahre, doch wurden sie 1696 aufgegeben. Den Indianern waren die Wege bis zu den französischen Handelsposten nunmehr zu lang, so dass sie wieder zu den englischen Posten im Umkreis der Hudson Bay zogen, um ihre Felle und Pelze dort anzubieten.
1720 zog Paul Guillet zum See, um Verbündete gegen die Briten zu finden. Zudem errichtete er einen neuen Handelsposten am See, der so erfolgreich war, dass sich Händler aus Montréal darüber beklagten, er nehme ihnen die Gewinne. Kurzzeitig wurde ihm die Lizenz entzogen, doch seine strategische Bedeutung im Kampf gegen die Briten war zu groß. Die Briten sahen sich gezwungen, 1730 den Posten in Moose Fort wieder zu eröffnen und bessere Konditionen anzubieten. Doch nicht nur britisch-französische Auseinandersetzungen und die Kriege in Europa schnitten die Posten häufig vom Welthandel ab, sondern auch lokale Konflikte zwischen Cree, Inuit und Europäern. Um die Forts fanden sich regelmäßig dort handelnde und lagernde Gruppen ein, aus denen die späteren Stämme entstanden, wie etwa die York Factory First Nation.
Um 1760 brach die französische Kolonialherrschaft zusammen, endgültig 1763. 1760 bis 1786 dominierten dementsprechend freie Pelzhändler den Handel mit den Indianern der Region. Sie lieferten auch Waffen, ähnlich wie die großen Handelsgesellschaften, wobei ihnen jedes Mittel zur Gewinnsteigerung Recht war. Als Long John 1778 Gewehre anbot, untersuchten seine Handelspartner die Waffen sorgsam, um ihren Wert zu taxieren. Die Händler bestellten daraufhin nachgeahmte britische Waffen in Neuengland und in Belgien, die selbst die Markenzeichen plagiierten. Ab 1787 übernahm die North West Company das Gebiet von Fort Temiskaming aus, doch unterhielten auch andere Händler weiterhin ihre Stationen; auch die Hudson’s Bay Company legte 1793 einen Posten an. 1837 erschienen die ersten Missionare, um 1881 lebte Pater Nedelec in einem Haus am See.
Die Hudson’s Bay Company errichtete 1867 ein Fort am Abitibi River, das Newpost hieß. 1905, als Fort Temiskaming geschlossen wurde, entstand ein neues Fort an den Abitibi Narrows. Es wurde bis 1922 unterhalten. Konkurrenz entstand ihnen durch die Revillion Frères mit Basis in Paris, mit Handelsposten in Moosonee am Albany River. Sie unterhielten auch ein Lager direkt am See. An der Mündung des Ghost River unterhielt ein freier Händler ebenfalls ein Lager.
Viel stärker als diese Handelskonkurrenz wirkte sich jedoch eine Reihe von Goldfunden westlich des Sees aus. Englisch, Französisch, Ukrainisch und Italienisch verdrängten die bis etwa 1905 vorherrschenden Indianersprachen. Doch im Gegensatz zum Klondike-Goldrausch hielt der kanadische Staat die öffentliche Ordnung fest in der Hand und setzte dazu frühzeitig Polizeitruppen ein. Land wurde ab 1904 an Veteranen der Burenkriege und an irische Fenians vergeben. Es entstanden Lager; der Black River, über den man den Abitibi River erreichte, wurde von Dampf- und Motorbooten befahren, Wälder wurden abgeholzt. Die Eisenbahn brachte immer mehr Prospektoren, Siedler und Arbeiter in die Region, die Indianer mussten nach wenigen Jahren in ein Reservat ziehen. Sägewerke und ab 1912 Zellstofffabriken in Iroquois Falls westlich des Sees boten zwar 250 Arbeitsplätze, aber der Fluss, der in den See mündete, wurde schwer mit Abwässern belastet. Die ursprünglichen Bewohner konnten immer weniger ihrer traditionellen Lebensweise nachgehen. Zudem brachte die Eisenbahn die Felle aus der Region nicht mehr an die Hudson Bay, sondern von La Sarre am Abitibisee nach Montréal.
Um genauere Kenntnisse darüber zu erlangen, in welchem Umfang boreale Wälder den globalen Kohlendioxidhaushalt der Erde beeinflussen, wurde der Lake Abitibi Model Forest abgegrenzt, der seither untersucht wird.